# Élections municipales de 2002 en Montérégie
Les élections municipales québécoises de 2002 se déroulent le 3 novembre 2002. Elles permettent d'élire les maires et les conseillers de chacune des municipalités locales du Québec, ainsi que les préfets de quelques municipalités régionales de comté.

## Montérégie

### Abercorn
| Poste/District             | Élu           | Type d'élection |
| -------------------------- | ------------- | --------------- |
| Maire                      | Gilles Savoie | Sans opposition |
| Taux de participation: n/a |               |                 |

### Ange-Gardien
| Poste/District              | Élu           | Type d'élection |
| --------------------------- | ------------- | --------------- |
| Maire                       | Rosaire Houle | Scrutin         |
| Taux de participation: 58 % |               |                 |

### Bromont
| Poste/District              | Élu             | Type d'élection |
| --------------------------- | --------------- | --------------- |
| Maire                       | Pauline Quinlan | Scrutin         |
| Taux de participation: 61 % |                 |                 |

### Cowansville
| Poste/District             | Élu            | Type d'élection |
| -------------------------- | -------------- | --------------- |
| Maire                      | Arthur Fauteux | Sans opposition |
| Taux de participation: n/a |                |                 |

### Dundee
| Poste/District              | Élu            | Type d'élection |
| --------------------------- | -------------- | --------------- |
| Maire                       | Jean Armstrong | Scrutin         |
| Taux de participation: 71 % |                |                 |

### Léry
| Poste/District              | Élu          | Type d'élection |
| --------------------------- | ------------ | --------------- |
| Maire                       | Yvon Mailhot | Scrutin         |
| Taux de participation: 55 % |              |                 |

### Les Cèdres
| Poste/District              | Élu                  | Type d'élection |
| --------------------------- | -------------------- | --------------- |
| Maire                       | Géraldine T. Quesnel | Scrutin         |
| Taux de participation: 55 % |                      |                 |

### Napierville
| Poste/District             | Élu          | Type d'élection |
| -------------------------- | ------------ | --------------- |
| Maire                      | Alain Frenet | Sans opposition |
| Taux de participation: n/a |              |                 |

### Pincourt
| Poste/District             | Élu            | Type d'élection |
| -------------------------- | -------------- | --------------- |
| Maire                      | Michel Kandyba | Sans opposition |
| Taux de participation: n/a |                |                 |

### Rivière-Beaudette
| Poste/District              | Élu            | Type d'élection |
| --------------------------- | -------------- | --------------- |
| Maire                       | Richard Leroux | Scrutin         |
| Taux de participation: 56 % |                |                 |

### Roxton Pond
| Poste/District              | Élu             | Type d'élection |
| --------------------------- | --------------- | --------------- |
| Maire                       | Raymond Loignon | Scrutin         |
| Taux de participation: 56 % |                 |                 |

### Saint-Alexandre
| Poste/District             | Élu                      | Type d'élection |
| -------------------------- | ------------------------ | --------------- |
| Maire                      | Charlemagne Vaillancourt | Sans opposition |
| Taux de participation: n/a |                          |                 |

### Saint-Anicet
| Poste/District             | Élu             | Type d'élection |
| -------------------------- | --------------- | --------------- |
| Maire                      | Alain Castagner | Sans opposition |
| Taux de participation: n/a |                 |                 |

### Saint-Hugues
| Poste/District              | Élu            | Type d'élection |
| --------------------------- | -------------- | --------------- |
| Maire                       | Marcel Gerbeau | Scrutin         |
| Taux de participation: 63 % |                |                 |

### Saint-Ignace-de-Stanbridge
| Poste/District             | Élu             | Type d'élection |
| -------------------------- | --------------- | --------------- |
| Maire                      | Albert Santerre | Sans opposition |
| Taux de participation: n/a |                 |                 |

### Saint-Jean-sur-Richelieu
| Poste/District              | Élu           | Type d'élection |
| --------------------------- | ------------- | --------------- |
| Maire                       | Gilles Dolbec | Scrutin         |
| Taux de participation: 43 % |               |                 |

### Saint-Lazare
| Poste/District             | Élu          | Type d'élection |
| -------------------------- | ------------ | --------------- |
| Maire                      | Paul Carzoli | Sans opposition |
| Taux de participation: n/a |              |                 |

### Saint-Liboire
| Poste/District             | Élu           | Type d'élection |
| -------------------------- | ------------- | --------------- |
| Maire                      | Martine Gagné | Sans opposition |
| Taux de participation: n/a |               |                 |

### Saint-Ours
| Poste/District              | Élu          | Type d'élection |
| --------------------------- | ------------ | --------------- |
| Maire                       | Daniel Arpin | Scrutin         |
| Taux de participation: 68 % |              |                 |

### Saint-Zotique
| Poste/District             | Élu              | Type d'élection |
| -------------------------- | ---------------- | --------------- |
| Maire                      | Robert Hovington | Sans opposition |
| Taux de participation: n/a |                  |                 |

### Sainte-Angèle-de-Monnoir
| Poste/District              | Élu            | Type d'élection |
| --------------------------- | -------------- | --------------- |
| Maire                       | Michel Picotte | Scrutin         |
| Taux de participation: 53 % |                |                 |

### Sainte-Barbe
| Poste/District             | Élu                   | Type d'élection |
| -------------------------- | --------------------- | --------------- |
| Maire                      | Jean-Claude Chantigny | Sans opposition |
| Taux de participation: n/a |                       |                 |

### Sainte-Catherine
| Poste/District             | Élu            | Type d'élection |
| -------------------------- | -------------- | --------------- |
| Maire                      | Jocelyne Bates | Sans opposition |
| Taux de participation: n/a |                |                 |

### Sainte-Marthe
| Poste/District             | Élu                 | Type d'élection |
| -------------------------- | ------------------- | --------------- |
| Maire                      | Jean-Guy Desrochers | Sans opposition |
| Taux de participation: n/a |                     |                 |

### Sutton
| Poste/District              | Élu            | Type d'élection |
| --------------------------- | -------------- | --------------- |
| Maire                       | Winston Bresee | Scrutin         |
| Taux de participation: 58 % |                |                 |

### Terrasse-Vaudreuil
| Poste/District             | Élu            | Type d'élection |
| -------------------------- | -------------- | --------------- |
| Maire                      | Bernard Renaud | Sans opposition |
| Taux de participation: n/a |                |                 |

### Vaudreuil-Dorion
| Poste/District             | Élu          | Type d'élection |
| -------------------------- | ------------ | --------------- |
| Maire                      | Réjean Boyer | Sans opposition |
| Taux de participation: n/a |              |                 |

### Vaudreuil-sur-le-Lac
| Poste/District             | Élu          | Type d'élection |
| -------------------------- | ------------ | --------------- |
| Maire                      | Claude Pilon | Sans opposition |
| Taux de participation: n/a |              |                 |

### Waterloo
| Poste/District              | Élu           | Type d'élection |
| --------------------------- | ------------- | --------------- |
| Maire                       | Paul L. Masse | Scrutin         |
| Taux de participation: 64 % |               |                 |